# Richard Solomon
Richard Solomon III (Inglewood, 18 giugno 1992) è un cestista statunitense.

## Palmarès
- Leaders Cup: 1

Digione: 2020
- Supercoppa VTB United League: 1

Zenit San Pietroburgo: 2022
- FIBA Europe Cup: 1

Bahçeşehir: 2021-22
- Türkiye Basketbol Ligi: 1

Çağdaş Bodrumspor: 2022-23